# Pilotrichella grimaldii
Pilotrichella grimaldii är en bladmossart som beskrevs av Ferdinand François Gabriel Renauld och Jules Cardot 1892. Pilotrichella grimaldii ingår i släktet Pilotrichella och familjen Meteoriaceae. Inga underarter finns listade i Catalogue of Life.